# Список нефтяников — Героев Социалистического Труда

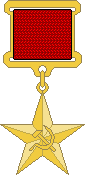
Медаль «Серп и Молот» — вручалась Героям Социалистического Труда

В настоящем списке представлены в алфавитном порядке нефтяники, удостоенные почётного звания Герой Социалистического Труда.
Список содержит информацию о годах жизни, роде деятельности нефтяника и годе присвоения почётного звания.

## Герои Социалистического Труда
| №   | Фамилия, Имя Отчество                  | Годы жизни              | Деятельность | Год награждения |
| --- | -------------------------------------- | ----------------------- | --- | --------------- |
| 1   | Абасов, Курбан Абас Кули оглы          | 1926—1994               | Начальник участка конторы бурения № 1 НПУ «Гюргяннефть» Миннефтепрома АзССР.                                                  | 1959            |
| 2   | Абдрахманов, Уликпан                   | род. 1922               | Оператор по добыче нефти и газа НГДУ «Кульсарынефть» объединения «Эмбанефть».                                                 | 1971            |
| 3   | Аблаев, Николай Семёнович              | род. 1942               | Буровой мастер Нефтегорского УБР объединения «Куйбышевнефть».                                                                 | 1985            |
| 4   | Авдошин, Алексей Герасимович           | 1915—1991               | Буровой мастер конторы бурения № 1 треста «Оренбургнефтегазразведка» объединения «Оренбургнефть».                             | 1959            |
| 5   | Ага Дадаш, Кербалай оглы               | 1926—1989               | Буровой мастер конторы бурения № 3 треста «Апшеронбурнефть» Миннефтепрома АзССР.                                              | 1966            |
| 6   | Агафонов, Вениамин Максимович          | род. 1930               | Бурильщик конторы бурения № 1 треста «Первомайбурнефть» объединения «Куйбышевнефть».                                          | 1966            |
| 7   | Азанов, Геральд Васильевич             | род. 1935               | Буровой мастер Осинского УБР объединения «Пермнефть».                                                                         | 1971            |
| 8   | Азизов, Гусейн Азизович                | род. 1931               | Буровой мастер конторы разведочного бурения № 3 треста «Дагнефтеразведка» объединения «Дагнефть».                             | 1966            |
| 9   | Алиев, Гюль Бала оглы                  | 1879—1971               | Мастер по сложным работам конторы капитального ремонта скважин треста «Сталиннефть» объединения «Азнефть».                    | 1948            |
| 10  | Аллабердыев, Байрам                    | 1916—1978               | Бурильщик Небит-Дагского УБР объединения «Туркменнефть».                                                                      | 1971            |
| 11  | Аллаяров, Ричард Хайруллович           | 1927—1988               | Буровой мастер конторы бурения № 2 треста «Туймазабурнефть» Башкирского СНХ.                                                  | 1959            |
| 12  | Аманов, Акиф Мами оглы                 | род. 1942               | Буровой мастер Али-Байрамлинского УБР объединения «Азнефть».                                                                  | 1980            |
| 13  | Амиров, Гараш Ибрагим оглы             | 1926—1973               | Буровой мастер треста «Ширванбурнефть» объединения «Азнефть» СНХ АзССР.                                                       | 1963            |
| 14  | Андрущенко, Алексей Федорович          | род. 1909               | Мастер по сложным работам конторы бурения Ухтинского нефтекомбината.                                                          | 1966            |
| 15  | Антипкин, Владимир Алексеевич          | 1929—2005               | Мастер по добыче нефти НПУ «Чернушканефть» объединения «Пермнефть».                                                           | 1966            |
| 16  | Антропов, Петр Яковлевич               | 1905—1979               | Министр геологии и охраны недр СССР.                                                                                          | 1954            |
| 17  | Апряткин, Семен Семенович              | 1911—1977               | Начальник объединения «Грознефть».                                                                                            | 1948            |
| 18  | Арестов, Анатолий Васильевич           | род. 1922               | Мастер подземного ремонта скважин НГДУ «Иркеннефть» объединения «Татнефть».                                                   | 1971            |
| 19  | Ахметгареев, Акмалетдин Зиганович      | 1932—2002               | Буровой мастер Нефтекамского УБР объединения «Башнефть».                                                                      | 1971            |
| 20  | Аюпов, Рафгетдин Талипович             | 1914—1991               | Машинист нефтеперекачивающей станции «Субханкулово» Урало-Сибирского НПУ Главнефтеснаба РСФСР.                                | 1966            |
| 21  | Баба-Заде, Баба Курбан Кули оглы       | 1911—1962               | Главный геолог треста «Азизбековнефть» Азнефтекомбината.                                                                      | 1944            |
| 22  | Бабуков, Владимир Георгиевич           | 1916—2004               | Главный инженер НГДУ «Старогрознефть» объединения «Грознефть».                                                                | 1971            |
| 23  | Багманов, Гарай Маулетбаевич           | 1923—1996               | Бригадир вышкомонтажников треста «Татбурнефть» объединения «Татнефть».                                                        | 1966            |
| 24  | Байбаков, Николай Константинович       | 1911—2008               | Заместитель председателя Совета Министров СССР, председатель Госплана СССР.                                                   | 1981            |
| 25  | Байрамов, Муса Худа Керим оглы         | род. 1901               | Заведующий нефтепромыслом № 8 НПУ «Лениннефть» Миннефтепрома АзССР.                                                           | 1959            |
| 26  | Бальзамов, Михаил Иванович             | 1909—1960               | Главный геолог треста «Краснодарнефтеразведка».                                                                               | 1948            |
| 27  | Бахтияров, Равиль Кутдусович           | 1926—2001               | Электросварщик строительно-монтажного управления № 74 треста «Нефтепроводмонтаж», Башкирская АССР.                            | 1967            |
| 28  | Безденежный, Федор Ильич               | 1926—2001               | Оператор подземного ремонта скважин НГДУ «Арланнефть» объединения «Башнефть».                                                 | 1971            |
| 29  | Беляев, Иван Кузьмич                   | 30.04.1908 - 28.03.1979 | Буровой мастер конторы бурения № 2 треста «Укрнефтеразведка» Харьковского СНХ.                                                | 1959            |
| 30  | Бойко, Николай Иванович                | 1931—1987               | Буровой мастер конторы бурения Коробковского НПУ объединения «Нижневолскнефть».                                               | 1966            |
| 31  | Боков, Алексей Сергеевич               | род. 1922               | Оператор по добыче нефти и газа НГДУ «Первомайнефть» объединения «Куйбышевнефть».                                             | 1971            |
| 32  | Булгаков, Ришад Тимиргалиевич          | 1931—1989               | Главный инженер объединения «Татнефть».                                                                                       | 1976            |
| 33  | Вагапов, Ядкар Сахапович               | род. 1929               | Вышкомонтажник Шаимской конторы разведочного бурения треста «Тюменнефтегазразведка» Главтюменнефтегаза.                       | 1971            |
| 34  | Валиев, Курбан Агапович                | 1906—1980               | Мастер по добыче нефти нефтепромысла № 3 НПУ «Альметьевнефть» Татарского СНХ.                                                 | 1959            |
| 35  | Валиханов, Агзам Валиханович           | 1927—2006               | Начальник объдинения «Татнефть».                                                                                              | 1971            |
| 36  | Васильев, Андрей Ефремович             | 1907—1975               | Буровой мастер конторы бурения треста буровых работ № 2 Куйбышевского СНХ.                                                    | 1959            |
| 37  | Вахитов, Акмал Гильфанович             | 1900—1957               | Мастер подземного ремонта скважин треста «Ишимбайнефть».                                                                      | 1948            |
| 38  | Вахоркин, Сергей Семенович             | 1909—2011               | Оператор по добыче нефти промысла № 2 НПУ «Ставропольнефть» Куйбышевского СНХ.                                                | 1959            |
| 39  | Везиров, Сулейман Азад оглы            | 1910—1973               | Начальник Азнефтекомбината.                                                                                                   | 1944            |
| 40  | Вильданов, Тимирбулат Миниханович      | 1928—2005               | Буровой мастер Уфимского УБР объединения «Башнефть».                                                                          | 1976            |
| 41  | Виноградов, Владимир Николаевич        | 1923—2003               | Ректор Московского института нефтехимической и газовой промышленности им. И. М. Губкина.                                      | 1983            |
| 42  | Воротников, Борис Васильевич           | род. 1928               | Буровой мастер конторы разведочного бурения № 2 объединения «Сахалиннефть».                                                   | 1971            |
| 43  | Гаврилин, Валентин Михайлович          | 1928—1965               | Буровой мастер Фроловской конторы разведочного бурения треста «Сталинграднефтеразведка».                                      | 1959            |
| 44  | Гайфуллин, Миниахмет Зиннатович        | 1914—2002               | Буровой мастер конторы бурения НПУ «Ишимбайнефть» Башкирского СНХ.                                                            | 1959            |
| 45  | Галеев, Шакир Галеевич                 | 1919—1988               | Старший машинист компрессорного цеха № 1 Миннибаевского газоперерабатывающего завода Мингазпрома СССР.                        | 1971            |
| 46  | Гамбаров, Мамед Муталлим оглы          | 1926—1995               | Буровой мастер объединения «Каспморнефть».                                                                                    | 1974            |
| 47  | Гарипов, Асгат Гарипович               | 1925—2001               | Оператор по добыче нефти и газа НГДУ «Актюбанефть» объединения «Татнефть».                                                    | 1971            |
| 48  | Гатауллин, Самат Самигуллович          | род. 1929               | Мастер по подземному ремонту скважин НГДУ «Альметьевскнефть» объединения «Татнефть».                                          | 1981            |
| 49  | Геогчаев, Мелик Абас оглы              | 1903—1966               | Буровой мастер конторы бурения № 1 треста «Азморнефтеразведка» Миннефтепрома АзССР.                                           | 1959            |
| 50  | Гимазов, Мугалим Минязович             | 1919—1982               | Буровой мастер конторы бурения № 4 треста «Татбурнефть» Татарского СНХ.                                                       | 1959            |
| 51  | Гиниятуллина, Альфиза Муллахматовна    | род. 1936               | Оператор по добыче нефти и газа НГДУ «Краснохолмскнефть» объединения «Башнефть».                                              | 1982            |
| 52  | Голубов, Николай Федорович             | род. 1936               | Буровой мастер Волгоградского УБР объединения «Нижневолжскнефть».                                                             | 1981            |
| 53  | Гринь, Михаил Петрович                 | 1924—2003               | Буровой мастер конторы бурения № 3 треста «Альметьевбурнефть» Татарского СНХ.                                                 | 1959            |
| 54  | Губайдуллин, Ахат Шарифуллович         | 1918—1991               | Буровой мастер Альметьевской конторы разведочного бурения треста «Татнефтеразведка» Татарского СНХ.                           | 1959            |
| 55  | Гусейнов, Исрафил Сами оглы            | 1931—1986               | Буровой мастер морского УБР «Нефтяные камни» объединения «Каспморнефть».                                                      | 1977            |
| 56  | Дадашев, Шейхали Алескерович           | 1913—1995               | Начальник объединения «Туркменнефть».                                                                                         | 1965            |
| 57  | Дерьякулиев, Нуриходжа                 | 1926 — ????             | Бурильщик конторы бурения № 1 треста «Туркменнефть».                                                                          | 1965            |
| 58  | Джалгаспаев, Смагул                    | род. 1925               | Оператор по добыче нефти и газа НГДУ «Узеньнефть» объединения «Мангышлакнефть».                                               | 1974            |
| 59  | Джафаров, Акиф Аллахьяр оглы           | 1930—1992               | Мастер НПУ «Гюргяннефть» АзССР.                                                                                               | 1960            |
| 60  | Динков, Василий Александрович          | 1924—2001               | Министр газовой промышленности СССР.                                                                                          | 1984            |
| 61  | Дородницын, Анатолий Алексеевич        | 1910—1994               | Академик, директор Вычислительного центра АН СССР.                                                                            | 1970            |
| 62  | Драцкий, Николай Григорьевич           | 1930—1982               | Буровой мастер конторы бурения № 1 треста «Альметьевбурнефть» объединения «Татнефть».                                         | 1966            |
| 63  | Дуборенко, Николай Маркович            | 1933-2006               | Машинист управления механизированных работ № 1 треста «Нижневартовскнефтестрой» Главтюменнефтегаза.                           | 1981            |
| 64  | Дунямалиев, Ахмед Исмаил-оглы          | 1926—1992               | Буровой мастер конторы бурения № 2 треста «Азморнефтеразведка» объединения «Каспморнефть».                                    | 1971            |
| 65  | Ерёмин, Александр Павлович             | род. 1941               | Буровой мастер Узеньского УБР объединения «Мангышлакнефть».                                                                   | 1981            |
| 66  | Жарский, Орест Иванович                | род. 1927               | Начальник буровой Долинского УБР объединения «Укрнефть».                                                                      | 1976            |
| 67  | Жеглов, Петр Иванович                  | род. 1929               | Мастер по сложным работам УБР «Речицабурнефть» объединения «Беларуснефть».                                                    | 1971            |
| 68  | Жихарев, Иван Егорович                 | 1929—1998               | Буровой мастер геолого-поисковой конторы объединения «Саратовнефтегаз».                                                       | 1971            |
| 69  | Жумажанов, Нажмиден Уакпаевич          | 1926—2005               | Буровой мастер Сургутской нефтеразведочной экспедиции Главтюменнефтегаза.                                                     | 1975            |
| 70  | Зайнагов, Зямиль Сираевич              | род. 1926               | Машинист нефтеперекачивающей станции «Ромашкино» Северо-Западного НПУ Главнефтеснаба РСФСР.                                   | 1966            |
| 71  | Зинабатдинов, Дилявер                  |                         | Бригадир механизированной изоляционно-укладочной колонны СУ № 3 треста «Средазнефтегазстрой».                                 | 1974            |
| 72  | Зиненко, Павел Маркович                | род. 1924               | Буровой мастер Долинской конторы бурения объединения «Укрзападнефтегаз».                                                      | 1966            |
| 73  | Ибрагимов, Исмаил Али оглы             | род. 1915               | Ректор Азербайджанского института нефти и химии им. М. Азизбекова.                                                            | 1986            |
| 74  | Иващенко, Виктор Иванович              | род. 1930               | Старший буровой мастер Камышинского УБР объединения «Нижневолжскнефть».                                                       | 1971            |
| 75  | Исмайлов, Рустам Гаджи Али оглы        | 1909—1972               | Начальник объединения «Азнефтезаводы».                                                                                        | 1948            |
| 76  | Исянгулов, Авзалетдин Гизятуллович     | род. 1928               | Начальник Нижневартовского УБР № 2 Главтюменнефтегаза.                                                                        | 1974            |
| 77  | Ихин, Каюм Гимазетдинович              | род. 1931               | Бригадир вышкомонтажников конторы бурения № 3 треста «Туймазабурнефть» объединения «Башнефть».                                | 1966            |
| 78  | Ишанов, Иван Васильевич                |                         | Буровой мастер Коробковской конторы разведочного бурения треста «Сталинграднефтегазразведка» Сталинградского СНХ.             | 1959            |
| 79  | Каверочкин, Михаил Павлович            | 1904—1957               | Буровой мастер конторы бурения № 2 НПУ «Гюргяннефть» Миннефтепрома АзССР.                                                     | 1959            |
| 80  | Кадыров, Турегали                      | род. 1930               | Буровой мастер Узеньской нефтеразведочной экспедиции объединения «Казахстаннефть».                                            | 1966            |
| 81  | Калиничук, Василий Григорьевич         | род. 1937               | Буровой мастер Стрежевского УБР объединения «Томскнефть».                                                                     | 1975            |
| 82  | Капустян, Иван Петрович                |                         | Буровой мастер Ивано-Франковского УБР объединения «Укрнефть».                                                                 | 1986            |
| 83  | Катасонов, Андрей Дмитриевич           | род. 1913               | Мастер по сложным работам Карабулакской конторы разведочного бурения объединения «Грознефть».                                 | 1966            |
| 84  | Керимов, Юсиф Ханкиши оглы             | 1925—1994               | Буровой мастер конторы бурения № 1 НПУ «Гюргяннефть» Миннефтепрома Азербайджанской ССР.                                       | 1959            |
| 85  | Кобышев, Федор Кириллович              | род. 1929               | Буровой мастер Песчано-Уметской конторы бурения Саратовского СНХ.                                                             | 1959            |
| 86  | Коваль, Нестер Антонович               | 1909—1994               | Бурильщик конторы бурения НПУ «Чапаевскнефть» Куйбышевского СНХ.                                                              | 1959            |
| 87  | Козловский, Евгений Александрович      | род. 1929               | Заведующий кафедрой Московской государственной геологоразведочной академии.                                                   | 1991            |
| 88  | Колесников, Фёдор Львович              | род. 1907               | Мастер НПУ «Малгобекнефть» Чечено-Ингушской АССР.                                                                             | 1960            |
| 89  | Коршунова, Зоя Павловна                | род. 1932               | Бригадир-овощевод совхоза им. Цюрупы УРС объединения «Башнефть».                                                              | 1973            |
| 90  | Косиков, Пётр Макеевич                 |                         | Рабочий-футеровщик завода Иркутского СНХ.                                                                                     | 1959            |
| 91  | Косыгин, Юрий Александрович            | 1911—1994               | Академик АН СССР. | 1981            |
| 92  | Кремс, Андрей Яковлевич                | 1899—1975               | Доктор геолого-минералогических наук, руководитель территориальной геологической службы в Коми АССР.                          | 1969            |
| 93  | Кропачев, Михаил Яковлевич             | 1902—1969               | Буровой мастер Полазненской конторы турбинного бурения Полазненского НПУ Пермского СНХ.                                       | 1959            |
| 94  | Кувыкин, Степан Иванович               | 1903—1974               | Начальник объединения «Башнефть».                                                                                             | 1948            |
| 95  | Куприянов, Иван Дмитриевич             | 1910—1961               | Буровой мастер треста «Туймазанефть» объединения «Башнефть».                                                                  | 1948            |
| 96  | Ладыгин, Виктор Иванович               |                         | Машинист СМУ-5 треста «Коминефтестрой».                                                                                       | 1957            |
| 97  | Леванов, Владимир Алексеевич           | род. 1928               | Мастер по сложным работам Альметьевского УБР объединения «Татнефть».                                                          | 1971            |
| 98  | Лёвин, Геннадий Михайлович             | род. 1938               | Буровой мастер Мегионской конторы бурения треста «Сургутбурнефть» Главтюменнефтегаза.                                         | 1971            |
| 99  | Левшин, Александр Иванович             | род. 1932               | Буровой мастер конторы глубокого бурения № 1 НПУ «Малгобекнефть» Чечено-Ингушской АССР.                                       | 1965            |
| 100 | Лемаев, Николай Васильевич             | 1929—2000               | Генеральный директор Нижнекамского производственного объединения «Нижнекамскнефтехим».                                        | 1980            |
| 101 | Лисов, Иван Игнатьевич                 | 1923—1975               | Начальник Оренбургского УБР объединения «Оренбургнефть».                                                                      | 1971            |
| 102 | Лихачев, Генрих Алексеевич             | 1931—1984               | Буровой мастер конторы разведочного бурения треста «Печорнефтеразведка» СНХ Коми АССР.                                        | 1959            |
| 103 | Лологаев, Ахмет Бибертович             | 1924-2010               | Оператор по добыче нефти и газа НГДУ «Малгобекнефть» объединения «Грознефть».                                                 | 1971            |
| 104 | Мазур, Иван Прохорович                 | 1924—2009               | Старший буровой мастер Ахтырского УБР объединения «Укрнефть».                                                                 | 1971            |
| 105 | Малыгин, Семен Лукич                   | род. 1925               | Буровой мастер Мегионской нефтеразведочной экспедиции.                                                                        | 1971            |
| 106 | Мальцев, Николай Алексеевич            | 1928—2001               | Начальник объединения «Пермнефть».                                                                                            | 1971            |
| 107 | Мамедов, Бахтияр Мамед Рза оглы        | 1925—1989               | Начальник НПУ «Гюргяннефть» Миннефтепрома АзССР.                                                                              | 1959            |
| 108 | Марданшина, Ляйла Ханиповна            | род. 1927               | Оператор промысла № 5 НПУ «Туймазанефть» Башкирского СНХ.                                                                     | 1959            |
| 109 | Марещенков, Петр Григорьевич           | род. 1935               | Буровой мастер конторы бурения № 1 объединения «Сахалиннефть».                                                                | 1966            |
| 110 | Махутов, Абилгазим                     |                         | Бурильщик нефтеразведки «Буранкуль» Кульсаринской конторы разведочного бурения Гурьевского СНХ.                               | 1959            |
| 111 | Медведев, Александр Григорьевич        | род. 1919               | Начальник НПУ «Челекеннефть» объединения «Туркменнефть».                                                                      | 1966            |
| 112 | Миллионщиков, Михаил Дмитриевич        | 1913—1973               | Академик АН СССР. | 1967            |
| 113 | Миндубаев, Семигула Шагиевич           | 1896—????               | Мастер подземного ремонта скважин треста «Октябрьнефть» объединения «Грознефть».                                              | 1948            |
| 114 | Минекаев, Масгут Габдрахманович        | род. 1930               | Начальник установки цеха переработки газа Миннибаевского ГПЗ.                                                                 | 1973            |
| 115 | Мирза, Баба Абталыб оглы               |                         | Старший оператор Ново-Бакинского нефтеперерабатывающего завода Миннефтепрома Азербайджанской ССР.                             | 1959            |
| 116 | Михайлов, Дмитрий Иванович             | род. 1919               | Буровой мастер конторы бурения № 1 треста «Туймазабурнефть» объединения «Башнефть».                                           | 1956            |
| 117 | Михайлов, Николай Иванович             |                         | Бригадир бригады по ремонту газовых скважин Стрыйского укрупненного газопромысла Станиславского СНХ.                          | 1959            |
| 118 | Моисеев, Илья Иванович                 | 1926—1996               | Директор конторы бурения № 2 Заволжского геологического треста объединения «Саратовнефтегаз».                                 | 1966            |
| 119 | Мочальников, Николай Иванович          | род. 1925               | Буровой мастер УБР № 2 объединения «Куйбышевнефть».                                                                           | 1971            |
| 120 | Муравленко, Виктор Иванович            | 1912—1977               | Начальник Главного тюменского производственного управления по нефтяной и газовой промышленности — Главтюменнефтегаза.         | 1966            |
| 121 | Муратов, Гайнутдин Габдрахманович      | 1913—1986               | Старший оператор Ново-Уфимского нефтеперерабатывающего завода Башкирского СНХ.                                                | 1959            |
| 122 | Муратов, Жаудат Латыпович              | род. 1928               | Буровой мастер нефтеразведки «Малое Сабо» треста «Дальнефтеразведка» объединения «Сахалиннефть» Сахалинского СНХ.             | 1959            |
| 123 | Мустафаев, Мирза Мустафа оглы          | 1912—1986               | Начальник НПУ им. 26 Бакинских комиссаров Миннефтепрома Азербайджанской ССР.                                                  | 1966            |
| 124 | Мустафинов, Ахмед Нормухамедович       | 1904—1963               | Главный геолог объединения «Куйбышевнефть».                                                                                   | 1948            |
| 125 | Муталимов, Муса Махаевич               | род. 1927               | Оператор по добыче нефти и газа Ногайского НГДУ объединения «Дагнефть».                                                       | 1971            |
| 126 | Мухин, Николай Данилович               | род. 1927               | Буровой мастер конторы разведочного бурения № 1 треста «Куйбышевнефтеразведка» объединения «Куйбышевнефть».                   | 1966            |
| 127 | Нагиев, Салман Агаш оглы               | род. 1926               | Старший буровой мастер конторы бурения № 1 треста «Азнефтеразведка» объединения «Азнефть».                                    | 1971            |
| 128 | Некрасов, Алексей Михайлович           | 1933—1968               | Буровой мастер конторы разведочного бурения № 8 треста «Пермвостокнефтеразведка» объединения «Пермнефть».                     | 1966            |
| 129 | Нетесанов, Василий Иванович            | 1910—1977               | Старший оператор Орского нефтеперерабатывающего завода им. В. И. Чкалова Оренбургского СНХ.                                   | 1959            |
| 130 | Нурутдинов, Дамир Махмутович           | род. 1937               | Буровой мастер Альметьевского УБР объединения «Татнефть».                                                                     | 1981            |
| 131 | Озеров, Виктор Иванович                | 1929 —2018              | Мастер по сложным работам треста «Краснодарнефтеразведка» объединения «Краснодарнефтегаз».                                    | 1966            |
| 132 | Олейников, Иван Денисович              | 1910—1987               | Старший мастер по сложным работам треста «Грознефтеразведка» Чечено-Ингушского СНХ.                                           | 1959            |
| 133 | Османов, Рамазан Хибиевич              | 1935 — 2003             | Буровой мастер конторы бурения № 1 треста «Дагнефтеразведка».                                                                 | 1965            |
| 134 | Орлов, Алексей Ильич                   | 1901—1961               | Буровой мастер треста «Бузовнынефть».                                                                                         | 1948            |
| 135 | Оруджев, Сабит Атаевич                 | 1912—1981               | Министр газовой промышленности СССР.                                                                                          | 1980            |
| 136 | Панасюк, Василий Моисеевич             |                         | Помощник бурового мастера Усинского УБР объединения «Коминефть».                                                              | 1971            |
| 137 | Паук, Марина Яковлевна                 | род. 1917               | Заведующая нефтепромыслом № 1 НПУ «Малгобекнефть» объединения «Грознефть».                                                    | 1966            |
| 138 | Пестеров, Владимир Николаевич          | род. 1940               | Бурильщик капитального ремонта скважин НГДУ «Быстринскнефть» объединения «Сургутнефтегаз» Главтюменнефтегаза.                 | 1986            |
| 139 | Петров, Григорий Кузьмич               | род. 1931               | Буровой мастер Нижневартовского УБР № 2 объединения «Нижневартовскнефтегаз» Главтюменнефтегаза.                               | 1973            |
| 140 | Поддубный, Александр Яковлевич         | 1927—1982               | Начальник участка НПУ «Приазовнефть» объединения «Краснодарнефтегаз».                                                         | 1966            |
| 141 | Подшивайлов, Григорий Тимофеевич       | 1901—1974               | Начальник участка бурения объединения «Дальнефть».                                                                            | 1948            |
| 142 | Полющенко, Василий Николаевич          | 1922—1986               | Буровой мастер Прикумского УБР объединения «Ставропольнефтегаз».                                                              | 1971            |
| 143 | Поляковский, Иосиф Болеславович        | 1925—1981               | Буровой мастер конторы бурения № 1 треста «Туймазабурнефть» объединения «Башнефть».                                           | 1966            |
| 144 | Прохоров, Михаил Владимирович          | род. 1924               | Геофизик сейсморазведочной партии Ухтинского геологического управления Мингео РСФСР.                                          | 1966            |
| 145 | Пугачев, Иван Васильевич               |                         | Начальник установки каталитического крекинга Новогрозненского нефтеперерабатывающего завода Чечено-Ингушского СНХ.            | 1959            |
| 146 | Пяткин, Сергей Федорович               | 1905—1972               | Начальник НПУ «Полазнанефть» объединения «Пермнефть».                                                                         | 1966            |
| 147 | Пятков, Виктор Евгеньевич              | 1929—2008               | Оператор по добыче нефти и газа НГДУ «Юганскнефть» Главтюменнефтегаза.                                                        | 1981            |
| 148 | Раджапов, Мамалатып                    | род. 1906               | Мастер комплексной бригады по добыче нефти нефтепромысла «Чимион» Ферганского СНХ.                                            | 1959            |
| 149 | Радченко, Евгений Дмитриевич           | род. 1923               | Директор Ангарского нефтехимического комбината.                                                                               | 1969            |
| 150 | Резников, Алексей Львович              | род. 1933               | Мастер НПУ «Небитдагнефть» Туркменской ССР.                                                                                   | 1960            |
| 151 | Рогожинский, Федор Федорович           | 1909—1971               | Начальник партии структурно-поискового бурения геологоразведочной конторы треста «Куйбышевнефтеразведка» Куйбышевского СНХ.   | 1959            |
| 152 | Рустамов, Рустам Азад оглы             | 1910—1960               | Буровой мастер треста «Сталиннефть» Азнефтекомбината.                                                                         | 1944            |
| 153 | Сабирзянов, Абдулла Сабирзянович       | 1900—1973               | Буровой мастер треста «Ставропольнефтегаз» объединения «Куйбышевнефть».                                                       | 1948            |
| 154 | Савельев, Павел Федорович              | род. 1932               | Мастер по добыче нефти НПУ «Алькеевнефть» объединения «Татнефть».                                                             | 1966            |
| 155 | Саенко, Дмитрий Иванович               |                         | Буровой мастер Шебелинской конторы бурения Харьковского СНХ.                                                                  | 1959            |
| 156 | Сакадин, Алексей Никитович             | 1928—1975               | Буровой мастер конторы бурения № 1 треста «Бузулукбурнефть» объединения «Оренбургнефть».                                      | 1966            |
| 157 | Салманов, Фарман Курбан оглы           | 1931—2007               | Начальник Правдинской нефтеразведочной экспедиции Тюменского геологического управления.                                       | 1966            |
| 158 | Сантылов, Иван Павлович                |                         | Начальник цеха нефтеперерабатывающего завода им. С. М. Кирова Саратовского СНХ.                                               | 1959            |
| 159 | Сафиуллин, Анвар Шакирзянович          | род. 1927               | Оператор по добыче нефти и газа НГДУ «Альметьевскнефть» объединения «Татнефть».                                               | 1973            |
| 160 | Седин, Иван Корнеевич                  | 1906—1972               | Народный комиссар нефтяной промышленности СССР.                                                                               | 1944            |
| 161 | Сергеев, Максим Иванович               | 1926—1987               | Буровой мастер Нефтеюганского УБР № 1 Главтюменнефтегаза.                                                                     | 1971            |
| 162 | Сидиков, Мамадали                      | род. 1933               | Буровой мастер Ферганского УБР объединения «Узбекнефть».                                                                      | 1971            |
| 163 | Сидорейко, Василий Ларионович          | род. 1950               | Буровой мастер Сургутского УБР № 2 объединения «Сургутнефтегаз» Главтюменнефтегаза.                                           | 1987            |
| 164 | Сизов, Дмитрий Иванович                |                         | Начальник цеха Московского нефтеперерабатывающего завода.                                                                     | 1959            |
| 165 | Сирикин, Иван Федорович                | род. 1923               | Буровой мастер Новогрозненской конторы бурения Ставропольского НПУ Ставропольского СНХ.                                       | 1959            |
| 166 | Сливин, Николай Павлович               | род. 1925               | Оператор по добыче нефти и газа НГДУ «Мегионнефть» Главтюменнефтегаза.                                                        | 1974            |
| 167 | Спирин, Даниил Степанович              |                         | Заведующий 6-м нефтепромыслом треста «Лениннефть».                                                                            | 1948            |
| 168 | Столяров, Евгений Васильевич           | 1922—1985               | Генеральный директор объединения «Башнефть».                                                                                  | 1981            |
| 169 | Стрельченко, Иван Иванович             | род. 1925               | Бурильщик конторы бурения НПУ «Приазовнефть» Краснодарского СНХ.                                                              | 1959            |
| 170 | Стримов, Павел Иванович                |                         | Буровой мастер треста «Калининнефть».                                                                                         | 1948            |
| 171 | Суздальцев, Александр Иванович         | род. 1937               | Оператор по добыче нефти и газа НГДУ «Нижневартовскнефть» Главтюменнефтегаза.                                                 | 1977            |
| 172 | Султанов, Хатмулла Асылгареевич        | 1924—1994               | Бурильщик Октябрьского УБР объединения «Башнефть».                                                                            | 1971            |
| 173 | Сусяк, Михаил Евстафьевич              | род. 1929               | Буровой мастер Долинского УБР объединения «Укрнефть».                                                                         | 1971            |
| 174 | Тевзадзе, Реваз Николаевич             | род. 1931               | Начальник Поладаурской геологической партии Грузинского производственного геологического управления Совета Министров ГрузССР. | 1971            |
| 175 | Темирханов, Гаджи Али Мурадович        | род. 1918               | Буровой мастер конторы бурения НПУ «Ширваннефть» Миннефтепрома АзССР.                                                         | 1959            |
| 176 | Тимаков, Владимир Григорьевич          | 1930—1988               | Старший оператор НГДУ «Сургутнефть» Главтюменнефтегаза.                                                                       | 1976            |
| 177 | Тимерзянов, Закий Тимерзянович         | 1926—2013               | Бурильщик конторы бурения № 1 треста «Татнефтеразведка» объединения «Татнефть».                                               | 1971            |
| 178 | Тимченко, Александр Григорьевич        | 1927—1984               | Бригадир вышкомонтажников треста «Татбурнефть» Татарского СНХ.                                                                | 1959            |
| 179 | Трофимук, Андрей Алексеевич            | 1911—1999               | Главный геолог Башнефтекомбината.                                                                                             | 1944            |
| 180 | Удаев, Сатлык                          |                         | Буровой мастер конторы бурения № 2 треста «Туркненнефть» Туркменского СНХ.                                                    | 1959            |
| 181 | Ульныров, Владимир Васильевич          | 1924—2000               | Буровой мастер конторы бурения № 2 треста «Войвожнефтегазразведка» СНХ Коми АССР.                                             | 1959            |
| 182 | Уста Баба, Пир Мамед                   | 1898—1957               | Директор конторы бурения треста «Бузовнынефть», г. Баку.                                                                      | 1948            |
| 183 | Фаизов, Фануз Фаизович                 | род. 1935               | Бурильщик Краснохолмского УБР объединения «Башнефть».                                                                         | 1981            |
| 184 | Фарзалиев, Юсиф Мамед Али оглы         | 1925—1979               | Начальник участка 5-го нефтепромысла НПУ «Орджоникидзенефть», г. Баку.                                                        | 1960            |
| 185 | Фаррахов, Минихаза Минивалеевич        | род. 1931               | Начальник цеха по добыче нефти и газа НГДУ «Мамонтовнефть» объединения «Юганскнефтегаз» Главтюменнефтегаза.                   | 1986            |
| 186 | Федоров, Виктор Степанович             | 1911—1990               | Начальник Грознефтекомбината.                                                                                                 | 1944            |
| 187 | Фёклов, Иван Григорьевич               | 1935—2013               | Буровой мастер Отрадненского УБР объединения «Куйбышевнефть».                                                                 | 1977            |
| 188 | Филимонов, Александр Николаевич        | 1928—1999               | Директор Усть-Балыкской конторы бурения треста «Сургутбурнефть» Главтюменнефтегаза.                                           | 1971            |
| 189 | Филипенко, Алексей Степанович          | 1926—1994               | Бурильщик капитального ремонта скважин НПУ «Ставропольнефть» объединения «Куйбышевнефть».                                     | 1971            |
| 190 | Хабибуллин, Мубаракша Сафиуллович      | 1917—1966               | Оператор подземного ремонта скважин НПУ «Аксаковнефть» объединения «Башнефть».                                                | 1966            |
| 191 | Хаджи, Ашир оглы                       | род. 1914               | Бурильщик конторы разведочного бурения № 2 треста «Туркменбурнефть» объединения «Туркменнефть».                               | 1966            |
| 192 | Хазиев, Галимзян Мухаметшинович        | род. 1930               | Буровой мастер Альметьевского УБР объединения «Татнефть».                                                                     | 1971            |
| 193 | Хамидуллин, Аксан Абдрахманович        | 1928—2000               | Бурильщик конторы капитального ремонта скважин НГДУ «Ишимбайнефть» объединения «Башнефть».                                    | 1971            |
| 194 | Харсеев, Михаил Илларионович           | 1931—1993               | Буровой мастер конторы разведочного бурения № 6 треста «Ставропольбурнефть» объединения «Ставропольнефтегаз».                 | 1966            |
| 195 | Хрищанович, Александр Степанович       | 1899—1965               | Буровой мастер треста «Апшероннефть», г. Баку.                                                                                | 1948            |
| 196 | Хурамшин, Талгат Закирович             | род. 1932               | Директор Ново-Уфимского нефтеперерабатывающего завода                                                                         | 1971            |
| 197 | Черский, Николай Владимирович          | 1905—1994               | Председатель Якутского филиала Сибирского отделения АН СССР.                                                                  | 1975            |
| 198 | Чирвон, Михаил Анисимович              | род. 1932               | Мастер подземного ремонта скважин НПУ «Радченково» объединения «Укрвостокнефть».                                              | 1966            |
| 199 | Шаймухаметов, Муфхаутдин Бадретдинович | 1911—1979               | Старший оператор Уфимского нефтеперерабатывающего завода Башкирского СНХ.                                                     | 1959            |
| 200 | Шакшин, Анатолий Дмитриевич            | 1929—2010               | Буровой мастер Шаимской конторы бурения треста «Тюменнефтеразведка».                                                          | 1966            |
| 201 | Шарафутдинов, Фасхутдин Мухутдинович   | род. 1922               | Буровой мастер конторы разведочного бурения № 3 треста «Татнефтеразведка» объединения «Татнефть».                             | 1966            |
| 202 | Шарифуллин, Зинат Галиуллович          | 1916—2010               | Оператор по добыче нефти и газа НПУ «Елховнефть» объединения «Татнефть».                                                      | 1966            |
| 203 | Шевченко, Геннадий Иванович            | род. 1929               | Буровой мастер Мангышлакского УБР объединения «Мангьшшакнефть».                                                               | 1979            |
| 204 | Шукюров, Закир Рухулл оглы             |                         | Начальник установки цеха № 1 Бакинского крекинг-завода им. Вано Стуруа Миннефтепрома АзССР.                                   | 1959            |
| 205 | Щербина, Борис Евдокимович             | 1919—1990               | Министр строительства предприятий нефтяной и газовой промышленности СССР.                                                     | 1983            |
| 206 | Эрвье, Рауль-Юрий Георгиевич           | 1909—1991               | Начальник Главтюменьгеологии.                                                                                                 | 1963            |
| 207 | Ягафаров, Сабит Фатихович              | 1935—1981               | Буровой мастер Нижневартовского УБР № 2 Главтюменнефтегаза.                                                                   | 1975            |
| 208 | Якимов, Александр Пантелеймонович      | 1924—1983               | Начальник производственного отдела по бурению объединения «Коминефть».                                                        | 1971            |
| 209 | Яралиев, Ярмет                         | род. 1912               | Буровой мастер конторы бурения № 1 треста «Ширванбурнефть» Миннефтепрома АзССР.                                               | 1966            |